# Kirchenthumbach
Kirchenthumbach je městys v německé spolkové zemi Bavorsko, v zemském okresu Neustadt in der Waldnaab ve vládním obvodu Horní Falc.

## Geografie
Kirchenthumbach se nachází v regionu Horní Falc Sever.

## Historie
Kirchenthumbach (roku 1725 stále jen Thumbach) byl před rokem 1800 správním místem a patřil k Amberskému důchodnímu úřadu Bavorského kurfiřtství. Kirchenthumbach obdržel tržní práva s důležitými privilegii na začátku 15. století. V průběhu správních reforem roku 1818 byla dnešní obec vytvořena obecním výnosem Bavorského království.

## Pamětihodnosti
- Katolický farní kostel Nanebevzetí panny Marie (Kirchenthumbach)
- Zámek Metzenhof